# Chestertown, Maryland
Chestertown är en kommun (town) i den amerikanska delstaten Maryland med en yta av 7,3 km² och en folkmängd, som uppgår till 5 252 invånare (2010). Chestertown är administrativ huvudort i Kent County, Maryland. Orten grundades år 1705.

## Kända personer från Chestertown
- Ezekiel F. Chambers, politiker
- Samuel Ringgold, politiker
- George Vickers, politiker